# Franz Weiß (Musiker)
Franz Weiß, auch François Weiss, Franz Weiss und František Weiss (* 18. Januar 1778 in Glatz, Grafschaft Glatz; † 25. Januar 1830 in Wien) war ein österreichischer Bratschist und Komponist.

## Leben
Franz Weiß war Schüler von Gotthard Anton Stolle in Königsaal bei Prag. In Wien wurde er als Bratschist Mitglied des in verschiedener Konstellation auftretenden Schuppanzigh-Quartetts, so von 1808 bis 1816 als Privatquartett von Andrei Kirillowitsch Rasumowski gemeinsam mit dem Cellisten Joseph Linke und den Geigern Ignaz Schuppanzigh und Joseph Sina. Weiß war auch Mitglied der ab 1816 von Joseph Böhm und ab 1823 abermals von Schuppanzigh als Primarius besetzten Formationen. Dadurch wirkte Weiß unter anderem bei der Uraufführung etlicher Streichquartette Ludwig van Beethovens mit, war aber auch solistisch tätig.
Franz Weiß trat auch als Komponist hervor, insbesondere von Kammermusik, aber auch konzertanter und sinfonischer Werke. Weiß steuerte eine Variation zu einem Walzer Anton Diabellis bei, der insgesamt 50 zeitgenössische Komponisten zu je einer Variation über einen selbstkomponierten Walzer angeregt hatte, die unter dem Titel „Vaterländischer Künstlerverein“ publiziert wurden; Beethoven verarbeitete das Thema in eigenen Diabelli-Variationen.